# Swip
Swip（スワイプ）はライジング沖縄のレッスン生で構成され、同レッスン生が目標とするグループという位置づけで作られた女性ポップ・グループ。2015年（平成27年）に活動を開始、2019年に活動終了。沖縄県内でライブ、イベント活動を行っている。グループの活動以外に個人でもモデル、CM出演などの活動をしている
。

## 概要
グループ名は S (South) W (Western) I (Island) P (Project/Pops) の頭文字から命名された。

キャッチフレーズは「沖縄出身アーティストの新時代を切り開く琉球ガールズポップスユニット "スワイプ"」 

グループ内に2期生で結成されたユニット 『Swip μ（スワイプミュー）』があり、デジタル配信シングル「みんなのシーサー」をリリースしている。

## 略歴

### 2015
- 1月　オーディションがあり選出されたメンバー5人で発足[3]。
- 9月5日　沖縄県北谷町のライブハウス『MOD'S』で開催されたライブイベント『Opop 〜girls talk♡〜Vol.1』 にてステージデビュー[4]。

### 2017
- 7月26日　原宿ASTRO HALLにて開催されたライブイベント『“Me-You♪sic♡Girl’s Image♡”』に参加。念願の初東京ライブとなった[5]。
- 7月29日　沖縄県那覇市TopNoteにて初ワンマンライブを開催 [5]。

### 2018
- 5月3日　メインボーカルの砂川百花が卒業。この日の沖縄アウトレットモールあしびなーでのライブが最後の出演となった[6]。
- 9月27日 1期生の大城莉々香、2期生の石原亜莉珠の卒業を発表。

### 2019
- 2月22日　2期生の岸本美月、3期生の髙岡芽衣が3月17日のイベントをもって卒業することを発表。
- 8月8日　Swip公式Twitterで2019年9月15日のライブをもってSwipを解散することを発表[7]。

## メンバー

### 現在のメンバー
| 名 前       | よみがな        | 愛 称           | イメージカラー | 色種 | 生年月日       | 現年齢 | 期    | 備考                                   |
| ----------- | --------------- | --------------- | -------------- | ---- | -------------- | ------ | ----- | -------------------------------------- |
| 保田 梨里華 | やすだ りりか   | リリカ (Ririka) | 紫             |      | 2001年8月12日  | 23歳   | 1期生 | プロゴルファーの宮里美香は親戚にあたる |
| 八木 梨々愛 | やぎ りりあ     | リリア (Riria)  | 白             |      | 2002年9月7日   | 22歳   | 2期生 |                                        |
| 堀切 サラ   | ほりきり さら   | サラ (Sarah)    | 水色           |      | 2002年10月22日 | 22歳   | 2期生 |                                        |
| 新城 涼音   | あらしろ りおん | リオン (Rion)   |                |      |                | 16歳   | 4期生 |                                        |
| 平川 凜子   | ひらかわ りんこ | リンコ (Rinko)  |                |      |                | 15歳   | 4期生 |                                        |

### 過去のメンバー
| 名 前       | よみがな        | 愛 称           | イメージカラー | 色種 | 生年月日       | 現年齢 | 期    | 備考                                                          |
| ----------- | --------------- | --------------- | -------------- | ---- | -------------- | ------ | ----- | ------------------------------------------------------------- |
| 高橋 恋子   | たかはし ここ   | ここ            |                |      |                | 17歳   | 2期生 |                                                               |
| 桃原 伊生   | とうばる いぶ   | イブ            |                |      |                |        | 1期生 |                                                               |
| 佐久本 樹里 | さくもと じゅり | ジュリ          |                |      |                |        | 1期生 |                                                               |
| 赤嶺 陽菜   | あかみね ひな   | ヒナ            |                |      |                | 17歳   | 2期生 |                                                               |
| 砂川 百花   | すなかわ ももか | モモ (Momo)     | オレンジ       |      | 2001年8月14日  | 23歳   | 1期生 |                                                               |
| 星野 真莉奈 | ほしの まりな   | マリナ (Marina) | 深緑           |      | 2002年11月28日 | 22歳   | 2期生 |                                                               |
| 大城 莉々香 | おおしろ りりか | リリー (Lily)   | 赤             |      | 1999年1月20日  | 26歳   | 1期生 | 2代目沖縄ファミマイメージガール、フリーマガジン「be-o」モデル |
| 石原 亜莉珠 | いしはら ありす | アリス (Alice)  | 青             |      | 2003年2月27日  | 22歳   | 2期生 |                                                               |
| 岸本 美月   | きしもと みづき | ミヅキ (Mizuki) | 黄緑           |      | 2003年2月22日  | 22歳   | 2期生 |                                                               |
| 髙岡 芽衣   | たかおか めい   | メイ (Mei)      | 黄             |      | 2000年7月24日  | 24歳   | 3期生 | 2016年12月10日 準メンバー入り発表                             |

## 作品
| # | 発売日         | タイトル             | 備考                   |
| - | -------------- | -------------------- | ---------------------- |
| 1 | 2016年2月14日  | I will               | au沖縄セルラーCMソング |
| 2 | 2016年5月5日   | BEST FRIEND          |                        |
| 3 | 2016年5月21日  | PomPon Jumping!      |                        |
| 4 | 2016年10月15日 | コイゴコロ           |                        |
| 5 | 2016年11月26日 | Love Emotion         |                        |
| 6 | 2017年1月1日   | モシモシTELEPHONE    |                        |
| 7 | 2017年1月31日  | ヒカリへ             |                        |
| 8 | 2017年4月21日  | DOKIDOKI GIRL FRIEND |                        |

| # | 発売日        | タイトル         | 備考 |
| - | ------------- | ---------------- | ---- |
| 1 | 2016年7月21日 | みんなのシーサー |      |

## 出演

### テレビ
- 琉球放送 RBC『沖縄BON!! 2時間生放送SP』〜家族で那覇まつりにおいでよ♡スペシャル〜(2017年10月7日)

### CM
- 沖縄セルラー電話 受験生応援プロジェクト編（2015年12月 - 、au沖縄セルラー） 出演:大城莉々香
- アサヒオリオン飲料 （2016年4月 - 、沖縄バヤリース） 出演:大城 莉々香、砂川 百花、保田 梨里華、石原 亜莉珠、堀切 サラ（2017年4月 - ）砂川 百花、保田 梨里華、石原 亜莉珠、堀切 サラ、岸本 美月、八木 梨々愛、星野 真莉奈
- ドラゴンクエストX オールインワンパッケージ 屋上篇（2018年7月、スクウェア・エニックス） 出演:大城莉々香
- 名桜大学 TV/WEB CM 2018 きみの名の桜を咲かそう（2018年8月 -、名桜大学）　出演:堀切サラ

### ラジオ
- LOVE POTION （2017年2月5日- FMとよみ ※毎週日曜日16:00- ）[12]。

### インターネット
- アイドル・シャッフル ドラマ選手権 出演:髙岡芽衣（2017年3月12日 - 毎日放送）[13]。
- ドラゴンクエストX TV 出演:大城莉々香（2017年9月12日 - ニコニコ生放送）- 第6期初心者大使

## 主なライブ
- 2017.7.29 - ワンマンライブ DRAMATIC LIVE CIRCUIT 2017 『会いたくて 夏。』 沖縄県那覇市 TopNote